# 100 mètres masculin aux Jeux olympiques d'été de 1964 (athlétisme)
Pour un article plus général, voir Athlétisme aux Jeux olympiques d'été de 1964.
Navigation
Rome 1960 Mexico 1968
L'épreuve du 100 mètres masculin aux Jeux olympiques de 1964 s'est déroulée les 14 et 15 octobre 1964 au Stade olympique national de Tokyo, au Japon.  Elle est remportée par l'Américain Bob Hayes qui égale le record du monde en 10 s 0.

## Résultats

### Finale
| Rang               | Athlète           | Pays                       | Temps  | Notes |
| ------------------ | ----------------- | -------------------------- | ------ | ----- |
| Médaille d'or      | Bob Hayes         | États-Unis                 | 10 s 0 | =WR   |
| Médaille d'argent  | Enrique Figuerola | Cuba                       | 10 s 2 |       |
| Médaille de bronze | Harry Jerome      | Canada                     | 10 s 2 |       |
| 4                  | Wiesław Maniak    | Pologne                    | 10 s 4 |       |
| 5                  | Heinz Schumann    | Équipe unifiée d'Allemagne | 10 s 4 |       |
| 6                  | Gaoussou Koné     | Côte d'Ivoire              | 10 s 4 |       |
| 6                  | Melvin Pender     | États-Unis                 | 10 s 4 |       |
| 8                  | Tom Robinson      | Bahamas                    | 10 s 5 |       |

## Légende
Records et Performances
- AR : Record continental (area record)
- CR : Record des championnats (championship record)
- MR : Record du meeting (meet record)
- NR : Record national (national record)
- OR : Record olympique (olympic record)
- PR : Record paralympique (paralympic record)
- PB : Record personnel (personal best)
- SB : Meilleure performance personnelle de la saison (season's best)
- WL : Meilleure performance mondiale de l'année (world leader)
- WJR : Record du monde junior (world junior record)
- WR : Record du monde (world record)

Circonstances et Conditions
- DNF : N'a pas terminé (did not finish)
- DNS : N'a pas pris le départ (did not start)
- DQ : Disqualification (disqualification)
- NM : Aucun essai valable enregistré (No Mark)
- Q : Qualifié « directement » au prochain tour (ou à la prochaine compétition), lors d'une compétition majeure, grâce au classement ou à la réalisation des minima (automatic qualifier)
- q : Qualifié au prochain tour (ou à la prochaine compétition), lors d'une compétition majeure, grâce au repêchage ou à la réalisation de l'une des meilleures performances parmi celles des « non qualifiés directement » (grâce au meilleur temps ou à la meilleure distance par exemple) (secondary qualifier)